# 드로마테리움
드로마테리움(Dromatherium)은 트라이아스기 후기, 미국의 노스캐롤라이나주에서 발견돤 키노돈트이다. 드로마테리움의 화석은 턱뼈 하나이다. 크기는 쥐 만할 것으로 추정된다.